# 上田博人
上田 博人（うえだ ひろと、1951年10月9日 - ）は、日本のスペイン語学者。東京大学名誉教授。

## 経歴
石川県出身。東京学芸大学附属高等学校卒、1975年東京外国語大学スペイン語科卒、1977年同大学院修士課程修了、スペイン・アルカラ大学で博士号取得。1977年東京外国語大学助手、1987年東京大学教養学部助教授、1996年総合文化研究科（言語情報科学）教授、2017年定年退任し、名誉教授となる。レアル・アカデミア・エスパニョーラの準会員（correspondientes）である。

## 著書
- 『パソコンによる外国語研究 1 (数値データの処理)』くろしお出版 1998
- 『パソコンによる外国語研究 2 (文字データの処理)』くろしお出版 1998
- 『パソコンによる外国語研究への招待 研究・教育・生活・空間・時間』くろしお出版 1998
- 『スペイン語 2003』放送大学教育振興会 2003
- 『スペイン語文法ハンドブック』研究社 2011

### 共編著・監修
- 『研究社新スペイン語辞典』カルロス・ルビオ共編　研究社 1992
- 『マドリードのスペイン語入門』アントニオ・ルイズ=ティノコ共著 三省堂 2001
- 『日本語学と言語教育』編 東京大学出版会 シリーズ言語科学 2002
- 『デイリー日西英・西日英辞典』アントニオ・ルイズ・ティノコ共監修 三省堂編修所編 三省堂 2005
- 『プエルタ新スペイン語辞典』カルロス・ルビオ共編 研究社 2006

### 翻訳
- 『コセリウ言語学選集 人間の学としての言語学 第2巻 言語体系』原誠共訳 三修社 1981
- ドン・フアン・マヌエル『ルカノール伯爵』牛島信明共訳　スペイン中世・黄金世紀文学選集 国書刊行会 1994

## 論文
- <上田博人